# Кхакараму
Кхакараму (ఖకారం, англ.  Khacāram, кха-буква)— кха, 15-я согласная буква слогового алфавита телугу, обозначает придыхательный глухой велярный взрывной согласный. В названии కారం (cāram) означает буквально «буква». Относится к десяти согласным, в которых короткая гласная «а» слышится, но никогда не записывается, и потому надстрочный знак для «а» талакатту здесь не используется. В близком к телугу языке каннада талакатту используется всегда. Подстрочный знак обозначает придыхание (ఒత్తు) и называется జడ (jada), ఒత్తు (ottu) или వొత్తు (vottu). В английском знак называют вертикальным мазком или чертой (vertical stroke). В букве кха данный знак не является необходимым, поскольку она по начертанию отлична от క (ка), однако все остальные буквы, обозначающие придыхательные звуки требуют соответствующей маркировки. Акшара-санкхья — 2 (два). Символ юникода — U+0C16